# Ilovliá
Ilovliá (ruso: Иловля́) o Ílovlia (И́ловля) es un asentamiento de tipo urbano de Rusia, capital del raión homónimo en la óblast de Volgogrado.
En 2021, el territorio del asentamiento tenía una población de 11 404 habitantes, de los que 10 555 vivían en el propio asentamiento y el resto en dos pedanías: los jutorá de Kólotski y Peschanka.
Se ubica junto a la carretera R22, a medio camino entre Frólovo y Volgogrado. Por el asentamiento fluye el río Ilovliá, unos 5 km antes de desembocar en el río Don.

## Historia
Fue fundado en 1672 como una stanitsa de los cosacos del Don llamada "Ilovlinskaya" (Иловлинская), aunque el lugar exacto de la localidad se desplazó en varias ocasiones, y el asentamiento actual no se desarrolló hasta finales del siglo XIX. Antes de la Revolución rusa, la stanitsa tenía unos tres mil habitantes y formaba parte del ókrug "Vtorói Donskói" (con capital distrital en Nizhni Chir), en la óblast del Voisko del Don. Ilovlinskaya adoptó el estatus de capital distrital en 1928, cuando se definieron los raiones del krai del Bajo Volga. La localidad se desarrolló notablemente por sus buenas comunicaciones por carretera y ferrocarril, al hallarse en la ruta de Volgogrado a Moscú; debido a ello, en 1961 la stanitsa se fusionó con varias localidades rurales vecinas y con sus dos poblados ferroviarios, formando desde entonces un asentamiento de tipo urbano con el topónimo actual. En el momento de la fusión, el nuevo núcleo agrupaba a unos cinco mil habitantes, pero llegó a superar los doce mil a principios del siglo XXI.